# Neftçi Fargʻona
FK Neftçi Farg'ona is een Oezbeekse voetbalclub uit Farg'ona. 
De club werd in 1962 opgericht als Neftjanik Fergana. In 1991 speelde de club in de Pervaja Liga, de tweede hoogte klasse van de Sovjet-Unie. Na de Oezbeekse onafhankelijkheid nam de club de huidige naam aan. De club won vijf keer de Oliy liga en tweemaal de Beker van Oezbekistan. Het beste resultaat in de AFC Champions League was het behalen van de vierde ronde in 2003. 

## Erelijst
- Oliy liga

1992, 1993, 1994, 1995, 2001
- Beker van Oezbekistan

1994, 1996
- GOS beker

Finalist: 1994